# Saison 2012 des Royals de Kansas City
La saison 2012 des Royals de Kansas City est la 44e saison en Ligue majeure de baseball pour cette franchise.
Avec 72 victoires et 90 défaites, les Royals gagnent un match de plus qu'en 2011 et terminent au troisième rang sur cinq équipes dans la division Centrale de la Ligue américaine. C'est une neuvième saison perdante de suite pour la franchise.
Le 10 juillet au Kauffman Stadium est présenté le  83e match des étoiles du baseball majeur, une première à Kansas City depuis 1973.

## Contexte
Forts du meilleur réseau de clubs-école de ligues mineures parmi les équipes de la MLB,,, les Royals de Kansas City poursuivent en 2011 leur lent parcours vers la respectabilité. Pour la 8e année de suite et la 16e fois en 17 ans, la malchanceuse franchise perd davantage de matchs qu'elle n'en gagne, mais elle améliore néanmoins sa fiche pour une troisième année de suite. Kansas City prend le 4e rang sur 5 clubs dans la division Centrale de la Ligue américaine avec 71 victoires et 91 défaites. Deux jeunes joueurs prometteurs, Eric Hosmer et Mike Moustakas, font leurs débuts en 2011 alors qu'un autre prospect de la franchise, Alex Gordon, connaît une bonne saison. Les performances au monticule ne sont cependant pas à la hauteur puisque l'équipe accorde davantage de points (762) qu'elle ne peut en marquer (730).

## Intersaison
Le 7 novembre 2011, les Royals échangent le voltigeur Melky Cabrera, l'un des meilleurs frappeurs de l'équipe en 2011, aux Giants de San Francisco pour le lanceur partant gaucher Jonathan Sánchez et le lanceur gaucher des ligues mineures Ryan Verdugo.

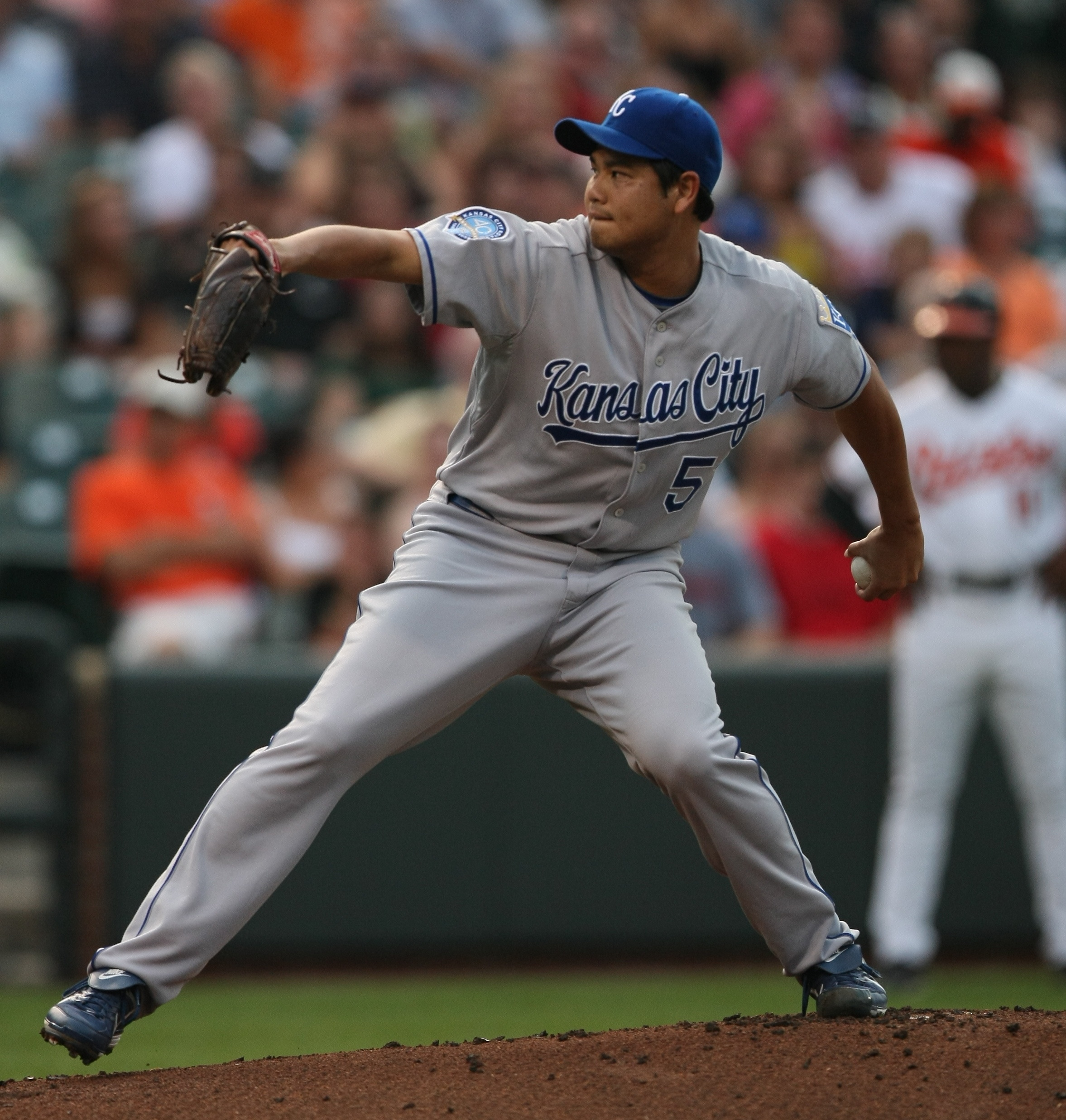
Bruce Chen signe un nouveau contrat de deux saisons avec les Royals.

Le 23 novembre 2011, le lanceur partant gaucher Bruce Chen, qui s'est joint aux Royals en 2009, signe un nouveau contrat de neuf millions de dollars pour deux saisons.
Le 29 novembre, l'ancien stoppeur des Dodgers Jonathan Broxton, un lanceur droitier, quitte Los Angeles après 7 saisons et accepte un contrat d'une saison à Kansas City.
Après une saison chez les Brewers de Milwaukee, l'arrêt-court Yuniesky Betancourt est rapatrié par les Royals, pour qui il a joué en 2009 et 2010, et accepte un contrat d'un an.
Le 13 décembre, Kansas City met sous contrat le lanceur droitier Juan Gutiérrez et le receveur Max Ramírez, qui s'amènent avec des contrats des ligues mineures.
Le 21 décembre, le lanceur de relève gaucher José Mijares, en provenance des Twins du Minnesota, signe un contrat d'un an avec Kansas City.
Le lanceur droitier Robinson Tejada signe un contrat avec Cleveland le 3 janvier et quitte les Royals après quatre saisons.
Le 14 janvier 2012, le joueur de troisième but Kevin Kouzmanoff rejoint les Royals via un contrat des ligues mineures.
Le 8 février, le gaucher Jeff Francis rejoint Cincinnati après avoir lancé un an à Kansas City.
Le 20 mars 2012, les Royals font l'acquisition du voltigeur Jason Bourgeois et du receveur Humberto Quintero des Astros de Houston en retour du lanceur gaucher Kevin Chapman.
Fin mars, à quelques jours de la conclusion de l'entraînement de printemps, une mauvaise nouvelle attend les Royals : le stoppeur étoile Joakim Soria doit subir une opération au coude et ratera toute la saison 2012.

## Calendrier pré-saison
L'entraînement de printemps des Royals s'ouvre en février et le calendrier de matchs préparatoires précédant la saison s'étend du 4 mars au 4 avril 2012.

## Saison régulière
La saison régulière des Royals se déroule du 6 avril au 3 octobre 2012 et prévoit 162 parties. Elle débute par une visite aux Angels de Los Angeles. Le match d'ouverture local à Kansas City est joué le 13 avril contre les Indians de Cleveland. Le 10 juillet au Kauffman Stadium est présenté le  83e match des étoiles du baseball majeur, une première à Kansas City depuis 1973.

### Juillet
- 20 juillet : Les Royals échangent le lanceur gaucher Jonathan Sánchez aux Rockies du Colorado contre un autre lanceur en difficulté, le droitier Jeremy Guthrie[20].

### Classement
| Ligue américaine (Division Centrale) | V  | D  | %    | Diff. |
| ------------------------------------ | -- | -- | ---- | ----- |
| Tigers de Détroit                    | 88 | 74 | ,543 | -     |
| White Sox de Chicago                 | 85 | 77 | ,525 | 3     |
| Royals de Kansas City                | 72 | 90 | ,444 | 16    |
| Indians de Cleveland                 | 68 | 94 | ,420 | 20    |
| Twins du Minnesota                   | 66 | 96 | ,407 | 22    |

## Affiliations en ligues mineures
| Niveau            | Équipe                      | Ligue                         |
| ----------------- | --------------------------- | ----------------------------- |
| AAA               | Omaha Storm Chasers         | Ligue de la côte du Pacifique |
| AA                | Northwest Arkansas Naturals | Texas League                  |
| A-Advanced        | Wilmington Blue Rocks       | Carolina League               |
| A                 | Kane County Cougars         | Midwest League                |
| Ligue des recrues | AZL Royals                  | Arizona League                |
| Ligue des recrues | Burlington Royals           | Appalachian League            |
| Ligue des recrues | Idaho Falls Chukars         | Pioneer League                |
| Ligue des recrues | DSL Royals                  | Dominican Summer League       |